# Ermitage Notre-Dame d'Esparron
L'ermitage Notre-Dame d'Esparron (ou plus simplement « ermitage d'Esparron », voire « sanctuaire d'Esparron ») est un ermitage établi sur le territoire de la commune du Percy, elle-même située dans la partie méridionale du département de l'Isère. Situé en pleine zone de montagne et loin de toute autre habitation, l'ermitage a été créé au XVIIIe siècle. 
Historiquement, ce lieu est lié à une attaque allemande de grande ampleur qui a entrainé la fin d'un camp de résistance intérieure lié au maquis du Vercors, durant la Seconde guerre mondiale.

## Situation et accès
On accède à l'ermitage depuis le Trièves, par la RD 7, une route qui relie le village de Chichilianne au col de Menée, puis par un chemin forestier qui commence au sud du col du Prayet, sur la partie occidentale du territoire communal du Percy. Le site se positionne à 1 140 m d'altitude, non loin de la Tète de Praorzel et du Mont-Barral, tous deux des sommets du massif du Diois, à l'extrémité sud du massif du Vercors.

## Histoire

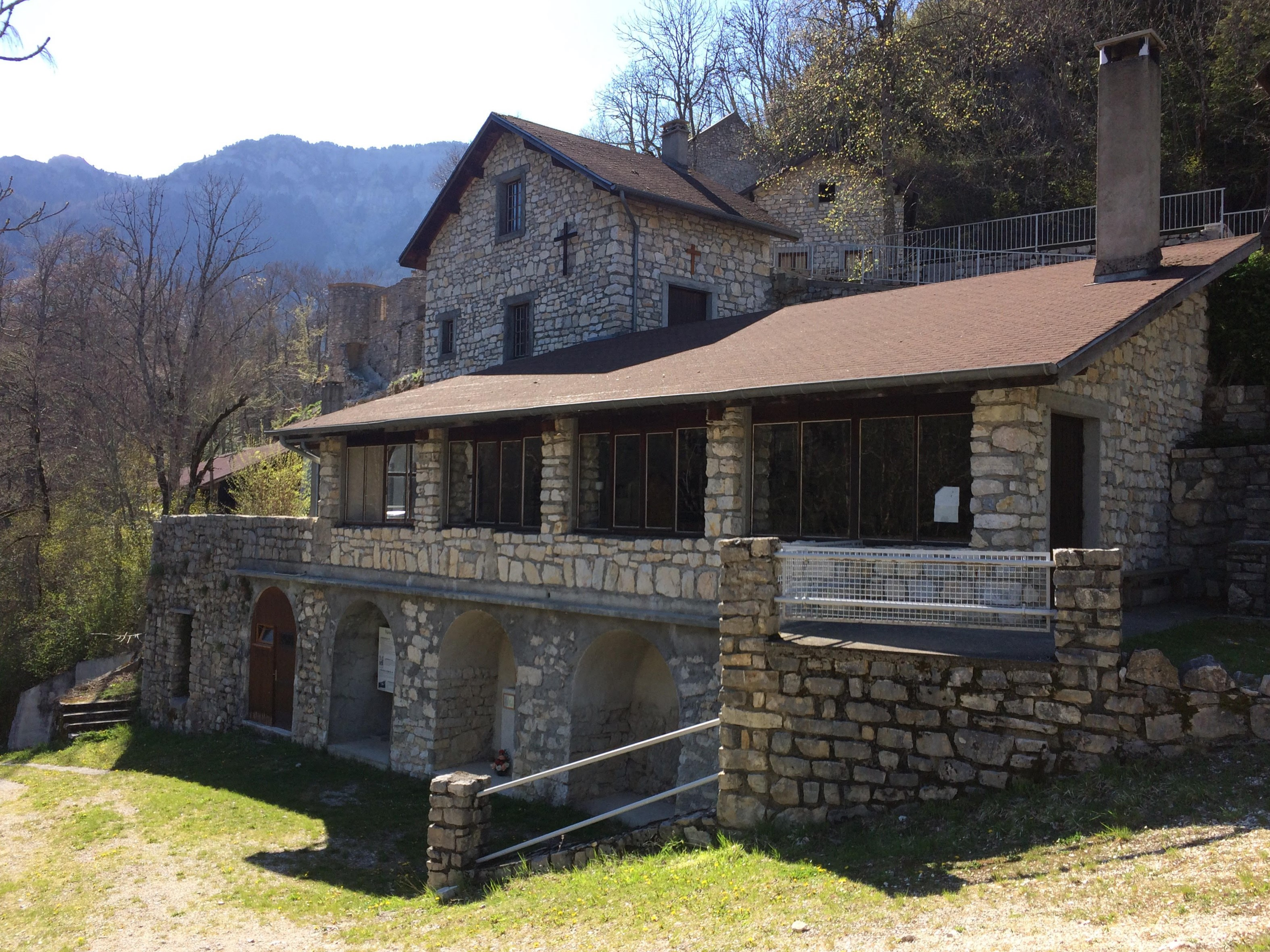
Vue du bâtiment principal actuel

D'après la tradition, l'origine du pèlerinage daterait du XIIIe siècle, à la suite d'une apparition de la Sainte Vierge Marie à des enfants et à des muletiers en provenance de Die.
En 1892, le chanoine Michel poursuit la construction et transforme le monastère en une maison d'accueil pour des personnes malades et en difficulté. Le 15 août 1907, l'hôtellerie est incendiée par la foudre marquant ainsi la fin de l'occupation permanente des bâtiments qui ne serviront plus que pour des colonies de vacances.
Durant l'automne 1940, le site d'Esparron est géré et occupé par 200 jeunes hommes des Chantiers de jeunesse qui se consacrent à l'exploitation forestière et à l'éducation physique. Lorsque les Chantiers sont dissous en octobre 1943, le site devient un refuge de la Résistance. Dans la matinée du 3 février 1944, les forces allemandes d'occupation attaquent le camp, chassant ainsi les combattants français et tuant l'un d'entre eux. Les maquisards ne reviendront plus. Le camp ira s'établir au col de Rousset-en-Vercors, après s'être regroupé dans le massif du Diois où le capitaine Hardy s'occupe activement de trouver un cantonnement.
Un mémorial situé au-dessus de l'ermitage commémore cet événement. Après la guerre, la plus grande partie des bâtiments tombent en ruine.
À partir de 1980 le diocèse de Grenoble devenu propriétaire d'une partie du site reconstruit, grâce aux dons des pèlerins et à l'action de travailleurs bénévoles, les bâtiments nécessaires à la reprise des activités spirituelles du pèlerinage. Notre-Dame d'Esparron retrouve dès lors sa vocation séculaire, l'accueil des pèlerins et des activités spirituelles y étant organisées l'été.

## Hommage
Le site a donné son nom à la paroisse Notre-Dame d'Esparron qui dépend du diocèse de Grenoble et qui regroupe les vingt-neuf communes du Trièves. La maison paroissiale est située à Monestier-de-Clermont.